# Rubens Otoni
Rubens Otoni Gomide GOMD (Goianésia, 6 de fevereiro de 1956) é um político brasileiro filiado ao Partido dos Trabalhadores (PT) e atualmente exercendo o cargo de deputado federal por Goiás desde 2003.
Graduado em direito pela então Faculdade de Direito de Anápolis, atual UniEvangélica, é filiado ao PT desde 1980. Graduando em engenharia mecânica pela Universidade Federal de Uberlândia, não concluiu o curso. Foi deputado estadual de Goiás entre 1992 e 1994. Em 2002 elegeu-se deputado federal, reelegendo-se consecutivamente em 2006, 2010, 2014, 2018 e 2022.
Compondo a base de apoio dos governos Lula e Dilma Rousseff, desde 2016 é membro da bancada de oposição aos governos Michel Temer e Jair Bolsonaro. Do primeiro, foi condecorado com a Ordem do Mérito da Defesa em 2005 no grau de Grande-Oficial.
Em abril de 2012, o parlamentar foi notificado por Comissão de Sindicância da Câmara do Deputados, e apresentou defesa, em uma representação por envolvimento com o contraventor Carlinhos Cachoeira. Em julho do mesmo ano, a comissão encarregada de apurar o fato arquivou o processo contra Otoni por unanimidade.
Foi reeleito deputado federal em 2014, para a 55.ª legislatura (2015-2019), pelo PT. Votou contra o Processo de impeachment de Dilma Rousseff. Posteriormente, votou contrário à PEC do Teto dos Gastos Públicos. Em abril de 2017 votou contra a Reforma Trabalhista. Em agosto de 2017 votou a favor do processo em que se pedia abertura de investigação do então Presidente Michel Temer.